# Leiognathus robustus
Leiognathus robustus är en fiskart som beskrevs av Sparks och Dunlap 2004. Leiognathus robustus ingår i släktet Leiognathus och familjen Leiognathidae. Inga underarter finns listade i Catalogue of Life.